# Arne Hansen
 Der er flere personer med dette navn, se Arne Hansen (flertydig).
Arne Hansen (født 26. juni 1938 i Svendborg, død 14. juni 1992) var en dansk skuespiller.
Han var oprindelig udlært manufakturhandler, men blev i 1961 optaget på Odense Teaters elevskole, på hvilket teater han i årene derefter fik flere roller. Han var knyttet til Aalborg Teater fra 1971-1978. I et mellemliggende år – 1974 – fik han mulighed for at medvirke i Cirkusrevyen.
Efter 1978 var han ansat på flere københavnske teatre, herunder Det Danske Teater (turné), Folketeatret, Gladsaxe Teater og Det ny Teater. Fra 1987 blev han så fastansat på Det kongelige Teater.
Han huskes fra tv nok bedst for sin rolle som hr. Mortensen i julekalenderne Nissebanden og Nissebanden i Grønland. Også i episode 11 "I klemme" af den folkekære TV-serie Matador medvirkede Arne Hansen som den mildest talt ikke særligt medmenneskelige teaterdirektør, Hannibal Kagl. Han modtog en Bodil for bedste mandlige birolle i 1983 for sin medvirken i Det er et yndigt land.
Hansen døde i 1992 af kræft i en alder af 53 år. Han ligger begravet på Holmens Kirkegård.

## Udvalgt filmografi

### Film
- Den rige enke – 1962
- Det kære legetøj – 1968
- Motorvej på sengekanten – 1972
- Fætrene på Torndal – 1973
- Pigen og drømmeslottet – 1974
- Trællenes børn – 1980
- Kniven i hjertet – 1981
- Der er et yndigt land – 1983
- Zappa – 1983
- Kurt og Valde – 1983
- Tro, håb og kærlighed – 1984
- Mord i mørket – 1986
- Peter von Scholten – 1987
- Skyggen af Emma – 1988
- Springflod – 1990
- En dag i oktober – 1991

### Tv-serier
- Matador - Hannibal Kagl, teaterdirektør (afsnit 11, 1978-1981)
- Nissebanden - hr. Mortensen (julekalender, 1984)
- Familien Fab - Postkassen (dukkeserie, 1985 - kun stemme)
- Nana - Skoleinspektør (1988)
- Nissebanden i Grønland - hr. Mortensen (julekalender, 1989)

## Eksterne links
- Arne Hansen på Internet Movie Database (engelsk)
- Arne Hansen på Filmdatabasen
- Arne Hansen på danskefilm.dk
- Arne Hansen på danskfilmogtv.dk
- Arne Hansen på Scope
- Arne Hansen på Svensk Filmdatabas (svensk)
- Arne Hansen på AlloCiné (fransk)
- Arne Hansen på AllMovie (engelsk)
- Arne Hansen på The Movie Database (engelsk)
- Arne Hansen på danskefilmstemmer.dk

|  | Artiklen om skuespilleren Arne Hansen kan blive bedre, hvis der indsættes et (bedre) billede. Du kan hjælpe ved at uploade et godt billede til Wikimedia Commons iht. de tilladte licenser og indsætte det i artiklen. Eller du kan søge efter eksisterende filer på Wikimedia Commons eller på Flickr - fx med værktøjet Free Image Search Tool. |